# Snoubenci
Snoubenci (italsky I promessi sposi) je historický román italského romantického spisovatele Alessandra Manzoniho (1785–1873). Jedná se o jeho nejvýznamnější dílo a klasický román světové literatury. Poprvé byl publikován v roce 1827, v jazykově upravené verzi v roce 1842. Manzoni začal knihu psát v roce 1821; po vzoru Scottova románu Ivanhoe zamýšlel vytvořit fiktivní příběh na skutečném historickém pozadí.
Román vypráví příběh dvou snoubenců, Renza a Lucie. Oba bydlí v malé, nejmenované vesnici na severu Itálie. Místní pán don Rodrigo po Lucii zatouží a v poslední chvíli překazí snoubencům svatbu. Lucie najde dočasný úkryt v klášteře, Renzo u svého bratrance v Benátské republice. Příběh líčí jejich dobrodružné osudy na strastiplné cestě, na jejímž konci budou snoubenci konečně spolu. Děj je zasazen do reálného prostředí severní Itálie politicky neklidných let 1628–1631. V románu je historickému pozadí věnován značný prostor; zejména okolnostem války o dědictví mantovské a moru, který Itálii postihl v roce 1630.
Snoubenci poskytli námět pro mnoho uměleckých děl jako jsou např. opery Amilcara Ponchielliho (1856) či Errica Petrella (1869). Román se dočkal i mnoha filmových zpracování a byl přeložen do mnoha jazyků.

## Dobové pozadí románu
Děj Snoubenců se odehrává v severní Itálii v letech 1628–1631 na skutečném historickém pozadí. V okamžiku počátku příběhu v Evropě probíhala desátým rokem třicetiletá válka. Itálie, zvláště ta severní, tehdy procházela velmi neklidným a značně proměnlivým politickým vývojem. Byla rozdělená na menší celky, které byly pod silným vlivem tří velmocí: Svaté říše římské v čele s Ferdinandem II.; Španělska, jemuž vládl Filip IV.; a Francie, kde oficiálně panoval Ludvík XIII., faktickou správu nad státem však držel kardinál Richelieu. Prostředí, ve kterém se román odehrává, bylo silně poznamenáno tzv. válkou o dědictví mantovské. Když roku 1627 zemřel Vincent II. z rodu Gonzagů, což byl vládnoucí rod mantovského vévodství, rozhořel se spor o to, kdo se chopí vlády po něm. Vincent II. totiž nezanechal přímých potomků a o mantovské vévodství se začalo ucházet několik zájemců; nejvýznamnější z nich podporovaly okolní mocnosti. Nejbližšího příbuzného Vincenta II., Karla Gonzagu, podporovala Francie a Benátská republika; Španělsko a Svatá říše římská podporovaly Ferranta Gonzagu z Guastally.

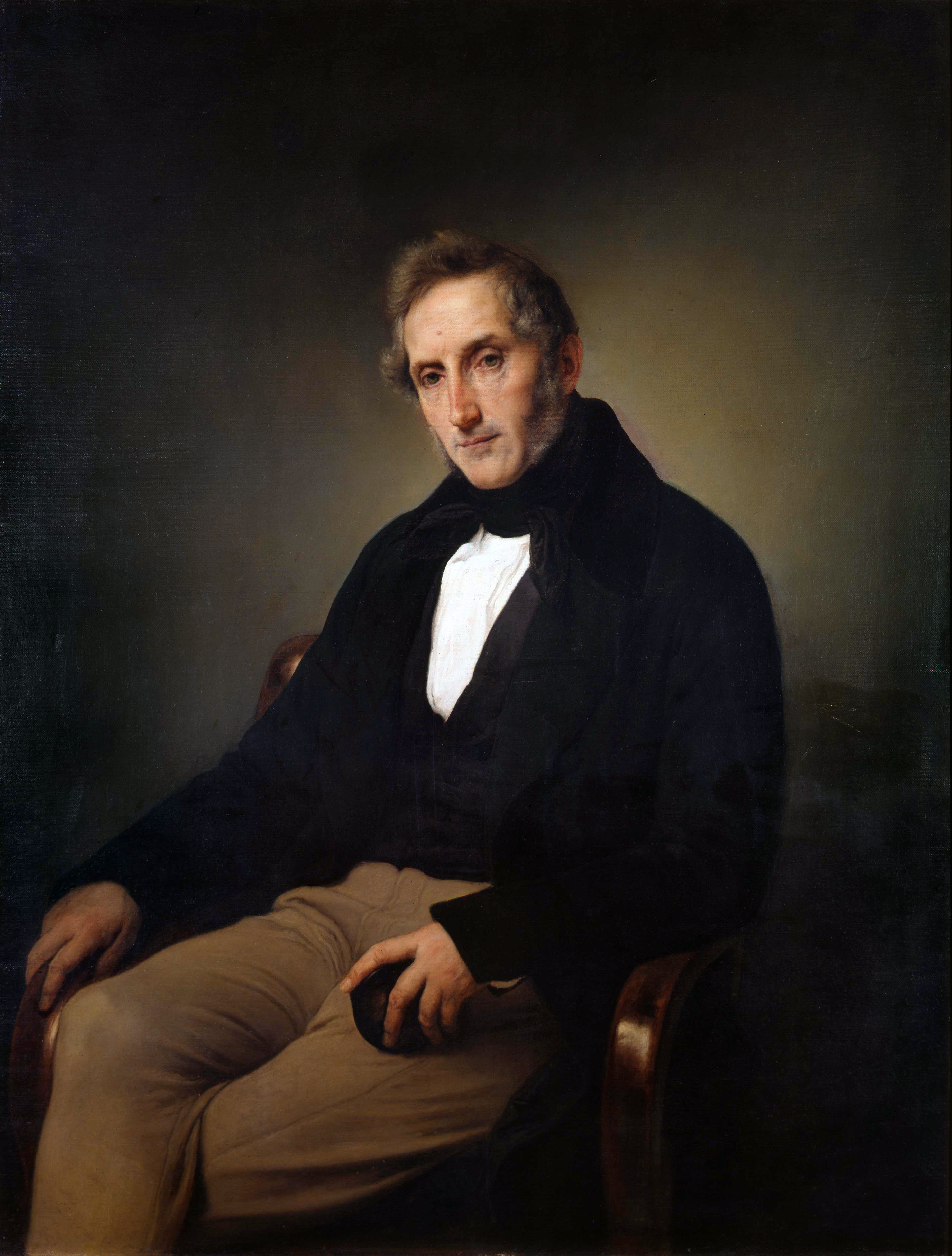
Alessandro Manzoni (Francesco Hayez, olejomalba, 1841)

Zatímco byla Francie zaměstnána válkou s hugenoty, Španělé s Karlem Savojským vtrhli do severní Itálie a na trůn násilím dosadili svého favorita. To se nezamlouvalo Italům, kteří si nepřáli cizí nadvládu na území Apeninského poloostrova, ani netoužili účastnit se bojů třicetileté války, které pustošily Evropu. Když roku 1629 přitáhli na sever Itálie Francouzi, porazili Španěly v bitvě u Sus. O rok později Francie obsadila i Savojsko, načež přitáhla císařská armáda, která Francouze porazila a 18. července 1630 zcela vyplenila Mantovu. Po smrti Karla Savojského jeho místo zaujal Viktor Amadeus I., který však utrpěl od Francouzů další porážku. Mír byl uzavřen v roce 1631, kdy byl za dědice mantovského vévodství uznán Karel Gonzaga, avšak Francouzům musel předat strategicky významné Pinerolo a nemalou část území musel postoupit Savojsku.

## Vznik
Manzoni začal na románu pracovat v roce 1821. Původně byl inspirován románem Ivanhoe skotského literárního klasika Waltera Scotta. Manzoni usiloval o vytvoření díla, jehož hlavní hrdinové budou fiktivní, avšak historické pozadí bude skutečné. Neklidná Itálie konce 30. let 17. století s častými zvraty se pro jeho záměr jevila jako velice vhodná. Snahu o vylíčení reálného historického pozadí Manzoni umocňuje častými odbornými výklady z oblasti práv, medicíny apod., dále citacemi klasiků či dobových dokumentů.
Manzoni se snažil o to, aby jeho dílo bylo přístupné co nejširšímu publiku. Proto byla jeho první verze románu z roku 1823 psána ve florentštině, jednom z dialektů italštiny. Problém byl však v tom, že Manzoni florentštinu příliš neovládal (hovořil plynně francouzsky a milánským dialektem) a v první verzi románu si pomáhal slovníkem; první publikovaná verze knihy vycházela v letech 1825–1827 pod názvem I promessi sposi. Druhé vydání románu následovalo v letech 1840–1842. Toto vydání prošlo hlubokou a pečlivou jazykovou revizí, díky které se jazyk Snoubenců mnohem více přiblížil hovorové florentštině a tím i širšímu publiku čtenářů. Jazyk Snoubenců do jisté míry ovlivnil i toskánštinu, která se stala základem pro moderní italštinu.

## Děj

### Překažená svatba

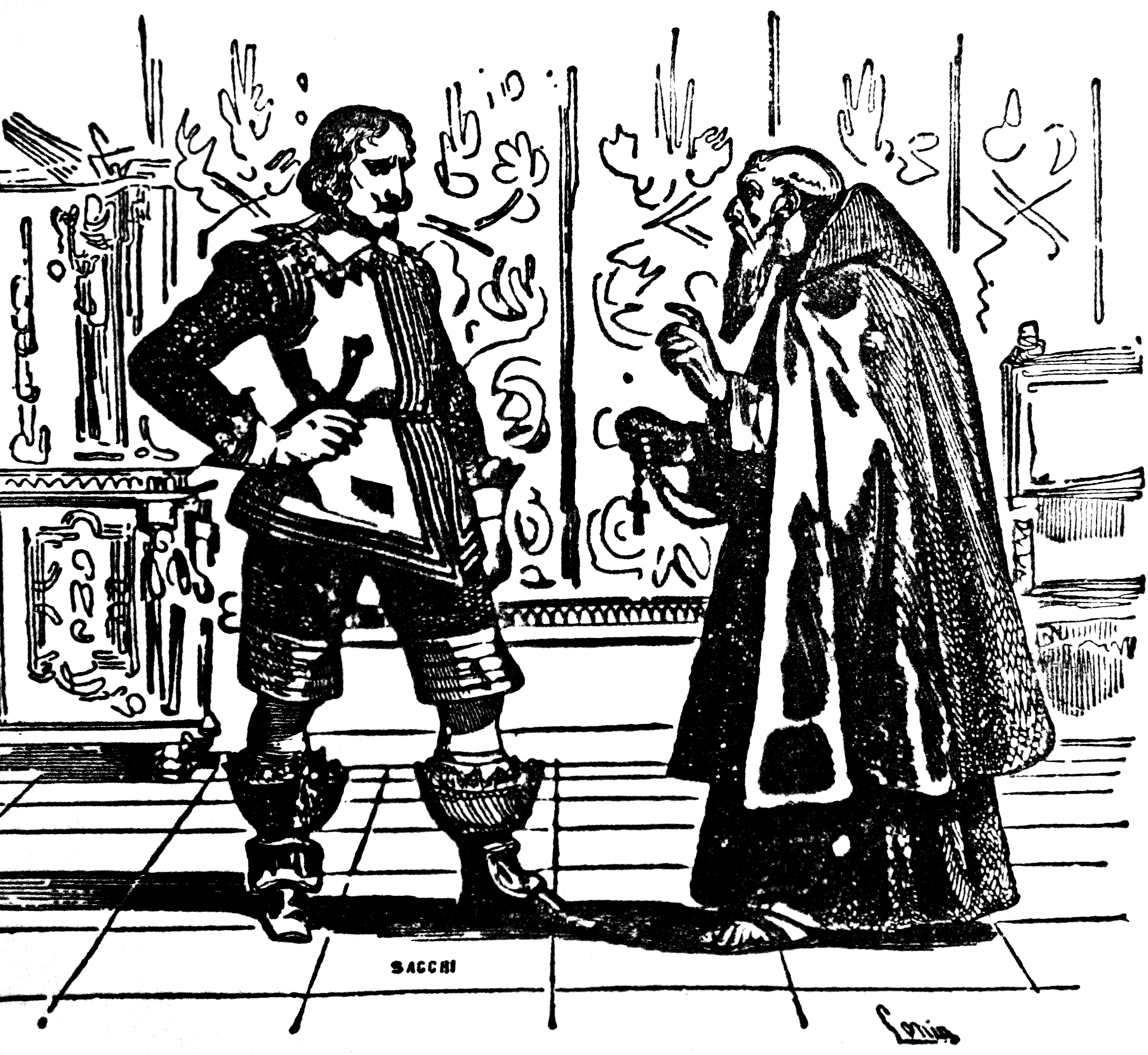
Kryštof a don Rodrigo

Renzo a Lucie (v orig. Lucia) jsou snoubenci žijící v nejmenované lombardské vesnici poblíž jezera Como. Na 8. listopadu 1628 mají naplánovanou svatbu, jejich oddávajícím se má stát místní farář don Abbondio. Když jde Abbondio v předvečer plánované svatby domů, čekají ho na cestě dva brávové ve službách dona Rodriga. Pod pohrůžkou násilí farářovi přikážou, aby za žádnou cenu snoubence neoddal. Don Rodrigo je místní pán, který obývá pevnost nad městem. Má kolem sebe řadu brávů v čele s Šedivcem, kteří jej chrání. Rodrigo je pověstný svými nekalými praktikami i politickým vlivem.
Následující den k faráři přijde Renzo v očekávání, že dostane aktuální informace ohledně svatebního obřadu. Farář se začne vytáčet, že se objevily neočekávané komplikace, se kterými nic nezmůže ani on, ani Renzo. Renzo však začíná tušit, že problém není tolik v byrokracii kolem svatby, jak se mu to farář snaží podat, ale jinde. S pomocí farářovy služky vymámí na farářovi přiznání, že mu bylo vyhrožováno brávy dona Rodriga. Renzo se rozzuří a jde do domu Lucie, kde to oznámí jí, její matce Anežce (v orig. Agnese) a dalším nejbližším příbuzným. Na radu Anežky se Renzo vydá do blízkého Lecca za právníkem přezdívaným doktor Pletichář (v orig. Dr. Azzeccagarbugli), který by jim mohl pomoci. Pletichář z počátku chce Renzovi pomoci, avšak když zjistí, že za vším stojí don Rodrigo, vykáže Renza ze svého domu.
Zdrcený Renzo se vrací do Luciina domu. Po poradě s Lucií a její rodinou pošlou pro kapucínského kláštera pro mnicha Kryštofa (v orig. Cristoforo), který se těší v širém okolí hlubokého respektu pro svou moudrost a zbožnost. Bratr Kryštof se do Luciina domu brzy dostaví a poté, co vyslechne nešťastné snoubence, rozhodne se navštívit dona Rodriga a přemluvit ho, aby od záměru překazit svatbu upustil. Když Kryštof přijde do Rodrigova domu, probíhá tam zrovna hostina, které se mimo jiné účastní i doktor Pletichář a Rodrigerův bratranec a jeho pravá ruka Attilio. Rodrigo po nějaké době Kryštofa přijme k soukromému pohovoru. Když Kryštof Rodriga opakovaně požádá, aby zanechal snahy o překažení svatby Lucie a Ronza, don Rodrigo se rozzuří a pošle mnicha pryč. Na chodbě Kryštofa zastaví Rodrigův sluha, který tajně Kryštofovi sdělí, že za ním následujícího dne přijde do kláštera.
Zatímco je Kryštof pryč, Anežka přijde s plánem, jak umožnit svatbu snoubenců. Tehdy bylo možné, aby dva lidé byli prohlášeni za manželé, pokud za přítomnosti dvou svědků před mnichem prohlásí, že jsou od nynějška mužem a ženou. Přes počáteční Luciin nesouhlas Renzo požádá svého přítele Tonia a jeho bratra Gerváce (v orig. Gervas), aby mu šli za svědka. Když přijde Kryštof do Luciina domu, letmo jim sdělí, jak pořídil u dona Rodriga a odejde do kláštera. Následujícího dne Luciin dům navštíví několik žebráků, kteří však ve skutečnosti jsou Rodrigovi brávové na výzvědách. Pozdě večer se Renzo se svou snoubenkou, dvěma svědky a Anežkou vydají k don Abbondiovi. Zatímco Anežka odláká jeho služku, Tonio a Gervác předstoupí před dona Abbondia pod záminkou splacení dluhu. Zatímco farář vypisoval účtenku, do domu nepozorovaně vstoupili Renzo a Lucie a před farářem se snažili pronést, že jsou mužem a ženou, avšak farář převrhl lampu těsně předtím, než to stačila Lucie vyslovit. V nastalém zmatku se svatebčané dali na útěk a farář křikem přivolal kostelníka a ten na jeho povel začal zvonit na zvonici, aby přilákal spící vesničany.

### Odchod do kláštera

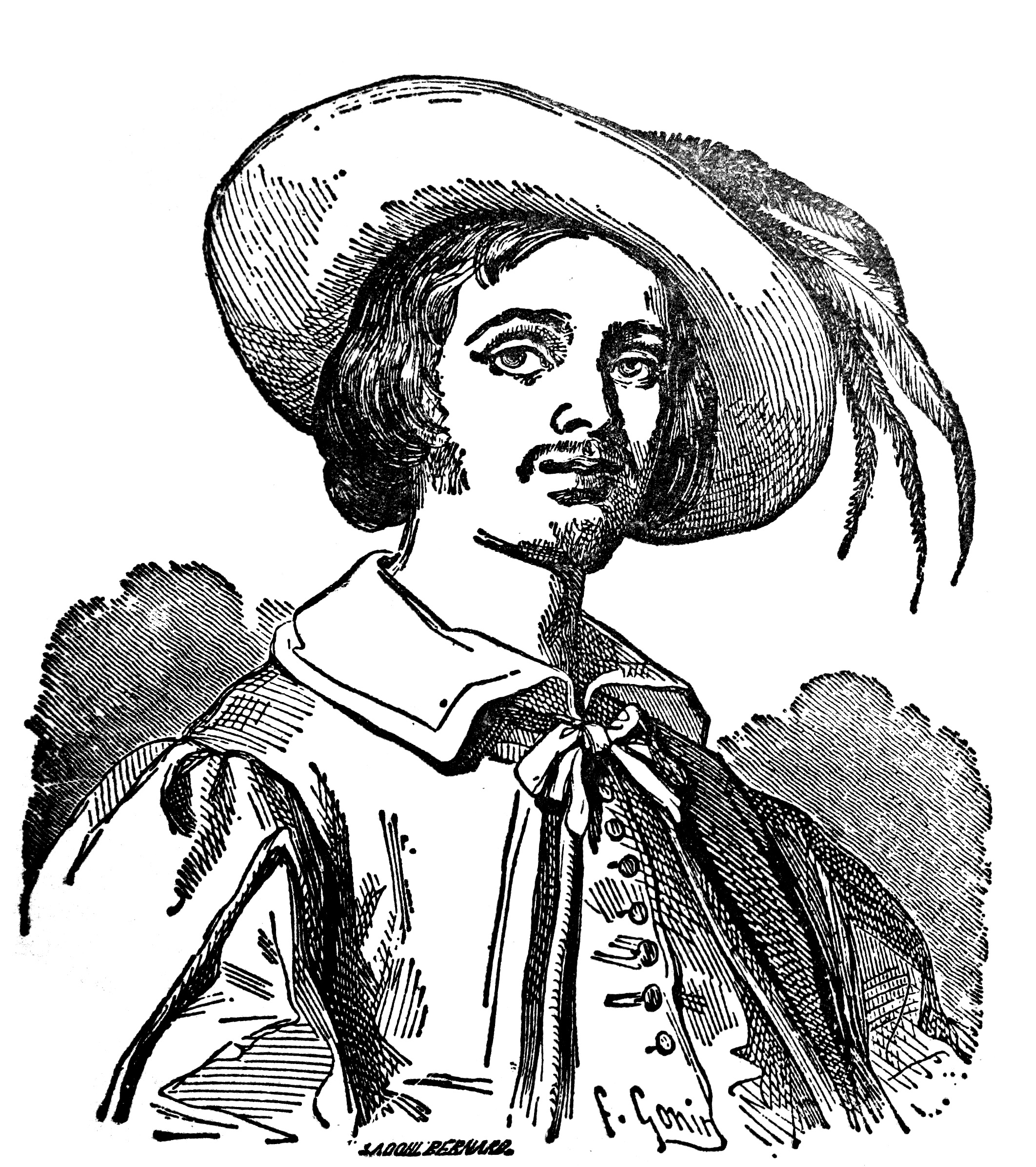
Renzo

Během těchto událostí se do Luciina domu vkradlo šest brávů, kteří na příkaz dona Rodriga měli dovést Lucii do jeho domu. Dům však našli prázdný a byli proto zmateni. Nato však do domu přiběhl Menico, posel mnicha Kryštofa. Kryštof věděl od Rodrigova sluhy o Rodrigových úmyslech a vyslal Menica varovat Lucii a její rodinu. Brávové Menica polapili, avšak v tom uslyšeli zvony a Menicovi se podařilo uprchnout. Běžel k domu faráře, kde potkal oba snoubence s Anežkou a vzkázal jim, že Kryštof jim radí okamžitě odejít do kapucínského kláštera, jelikož jim hrozí vážné nebezpečí. Uposlechnou ho a ihned se vydají do kláštera, kde už je čeká Kryštof. S doporučením pošle Renza do kláštera v Miláně, ženy do nedalekého kláštera v Monze.
Po příjezdu Anežky s Lucií do Monzy byly obě ženy předvedeny před jeptišku Gertrudu. Gertruda byla dcerou jedné z nevlivnějších rodin v širém okolí. Její otec ve snaze uchovat dědictví pro svého prvorozeného syna poslal všechny své další děti do kláštera včetně Gertrudy. Gertruda však dosud měla významný vliv, takže si mohla dovolit přijmout Anežku s Lucií pod svou patronaci. Vzetím žen pod svou ochranu chtěla jednak dokázat, že svůj vliv užívá nezištně, a jednak našla v Lucii jisté zalíbení. Nedlouho po událostech, které vedly k odchodu Renza a Lucie do klášterů, se o všech podrobnostech jejich útěku dozvěděl don Rodrigo. Vyslal proto své brávy, aby získali o Lucii dlící v klášteře co nejvíce informací.

### Nepokoje vMiláně a Renzův útěk

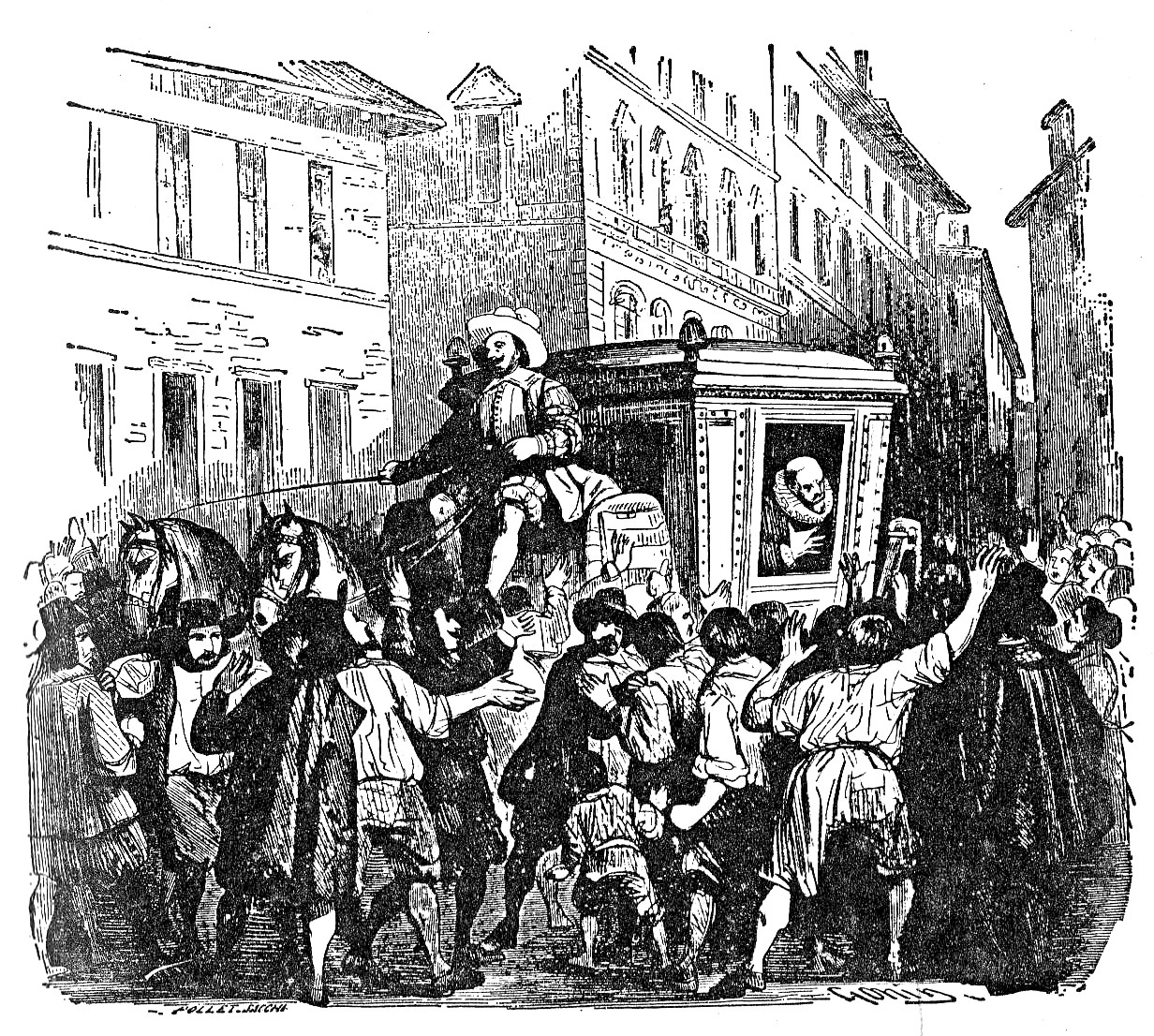
Antonio Ferrer projíždějící nespokojeným davem

Zatímco Lucie s Anežkou našly úkryt v Monze, Renzo dorazil do Milána. Dveře kláštera mu však nebyly otevřeny kvůli nepřítomnosti jeho představeného a Renzovi bylo vrátným doporučeno počkat mezitím v kostele. Renzo se však připletl do lidových nepokojů, které byly způsobeny náhlým zdražením chleba. Dav lidí se snažil vniknout do domu správce Milána a zlynčovat jej; z obklíčeného domu správce vyvedl kancléř Antonio Ferrer. Poté, co se dav takřka rozešel, Renzo pronesl plamennou řeč na obranu chudých farmářů a haněl přitom nejbohatší vrstvu Italů. V nadávání na politickou situaci a nerovný sociální systém pokračoval i v nedalekém hostinci, kde posilněn vínem pokračoval dlouho do noci, než šel opilý do postele.
Ráno Renza vzbudili dva ozbrojenci s úředníkem. Renzovy plamenné řeči předešlého dne totiž zaujaly pozornost úředníka, který byl v hostinci přítomen, a Renzu v noci nahlásil úřadům i sám hostinský. Ozbrojenci Renza zatkli a snažili se ho tiše a nenápadně provést městem. Renzo však začal vykřikovat, že ho odvádí kvůli jeho včerejšímu protestu za levnější chléb a sociální spravedlnost. Dav muže obklíčil a ozbrojenci se rozprchli. Renzo poté začal prchat celým městem k Východní bráně a od ní se vydal směrem k Bergamu. Jednak u Bergama bydlel jeho bratranec Bortolo, který Renzovi už několikrát nabízel útočiště, a jednak byla vesnice za řekou Adda tvořící hranice mezi Milánským vévodstvím a Benátskou republikou, kde by byl Renzo v relativním bezpečí.
V hostinci v Gorgonzole se dozvěděl, že je považován za jednu z vůdčích postav milánského lidového povstání a že po něm intenzivně pátrají úřady. Ještě téhož dne se proto vydal na cestu a brzy dorazil ke svému bratranci. Během těchto událostí do Lecca přišli milánští úředníci, kteří měli příkaz prohledat vesnici a zjistit, jestli se Renzo nevrátil domů.

### Lucie a Nejmenovaný
Zprávy o Renzovi a jeho činech brzy dorazily do kapucínského kláštera za bratrem Kryštofem i do monzského kláštera za Lucií a Anežkou. Když nějaký čas Lucie s Anežkou neobdržely od Kryštofa žádnou zprávu, Anežka se za ním vypravila do kláštera. Tam zjistila, že Kryštof byl převeden do Rimini a není jisté, kdy se vrátí. Za tímto převedením stál Rodrigerův bratranec Attilio, který mnicha pomluvil u svého strýce, člena Tajné rady, poradního sboru místodržitele v Miláně. Attiliův strýc se postaral o Kryštofovo přeřazení. Mezitím don Rodrigo začal organizovat únos Lucie z kláštera, k němuž si přizval nejmenovaného zloděje a zámožného barona, který v knize není jmenován a je Manzonim označován jako Nejmenovaný (v orig. l'Innominato).

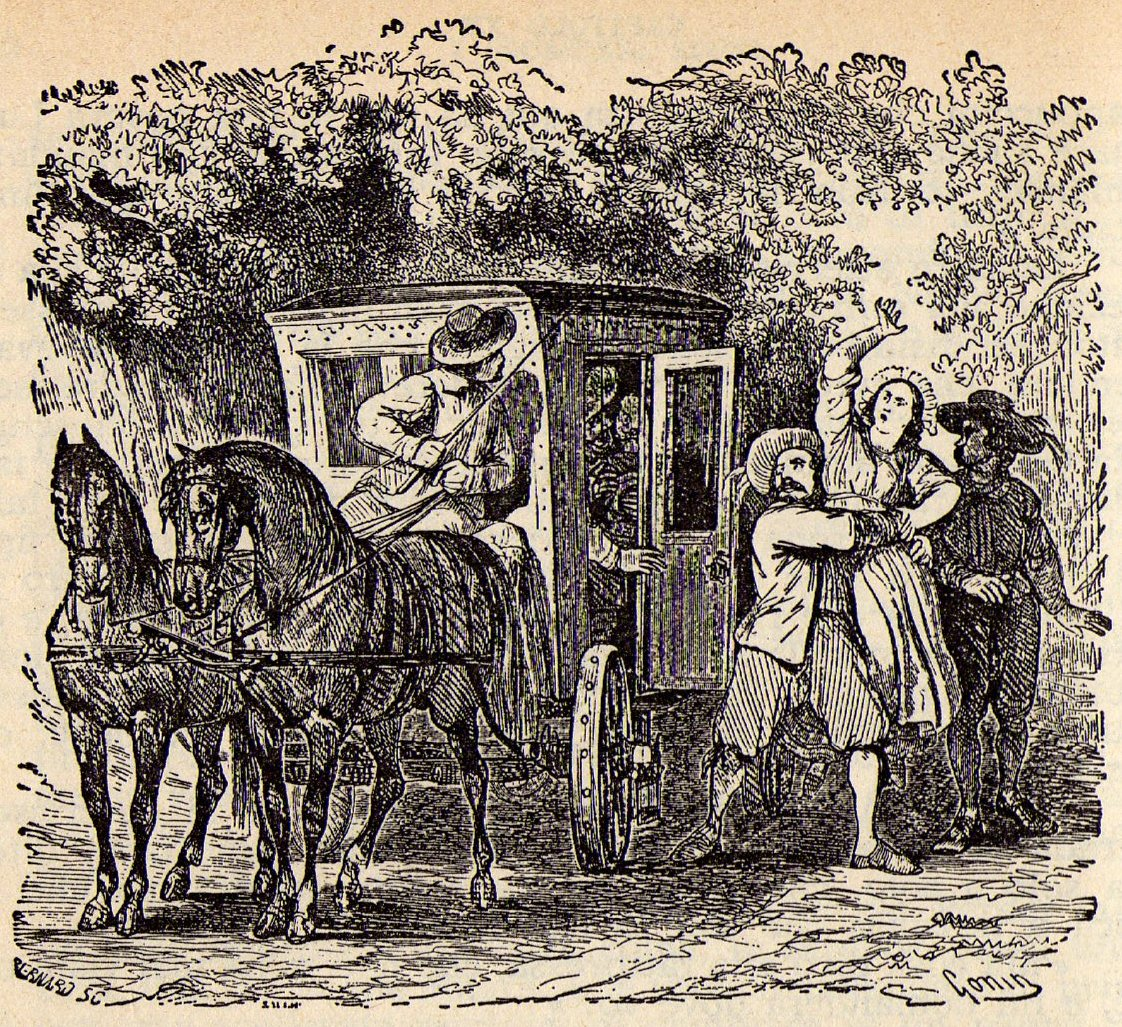
Únos Lucie

Nejmenovaný se spojí se svým pomocníkem Egidiem, který začne vyhrožovat Gertrudě, Luciině ochránkyni. Gertruda proto pošle Lucii do kapucínského kláštera, avšak po cestě ji unesou brávové. Po útrpné cestě Lucie a její únosci dorazí na hrad Nejmenovaného a Lucie je zavřena do komory. Uprostřed noci a na pokraji zoufalství Lucie složí Panně Marii slib, že pokud ji ze zajetí vysvobodí a navrátí matce, vzdá se Renza a do smrti zůstane pannou.
Na Nejmenovaného hluboce zapůsobí nevinnost Lucie a padá na něho lítost nad jejím osudem. Stráví bezesnou noc, během které si vyčítá své dosavadní činy. Když se ráno dívá z okna, spatří zástup lidí, kteří se chystají na projev milánského arcibiskupa a kardinála Frederica Borromea. Nejmenovaný se proto za kardinálem ihned vydá a po dlouhém rozhovoru s ním dojde k „zázračné“ konverzi Nejmenovaného, se kterou nastává obrat celého děje knihy. Nejmenovaný oznamuje svým mužům, že jeho tyranská vláda je u konce a rozhodne se Lucii vzít pod svou vlastní ochranu a umožnit jí návrat do rodného domu.
Tváří v tvář těmto událostem don Rodrigo ustupuje, už se o Lucii nepokouší a raději odjíždí i se svými brávy do Milána. Farář Abbondio je pokárán arcibiskupem Bedřichem za to, že snoubence neoddal, byť by byl vystaven nebezpečí. Renzo, o němž Anežka ani Lucie nedostávaly žádné zprávy, se zatím stal předmětem diplomatického konfliktu mezi Bergamem a Milánem. Lucie se uchyluje ke své nové opatrovnici donně Prassede do Milána, aby vyplnila svůj slib daný Panně Marii, a snaží se na Renza zapomenout. Renzo se mezitím spojí s Anežkou a prahne po tom opět se setkat s Lucií.

### Hladomor, války a morová epidemie

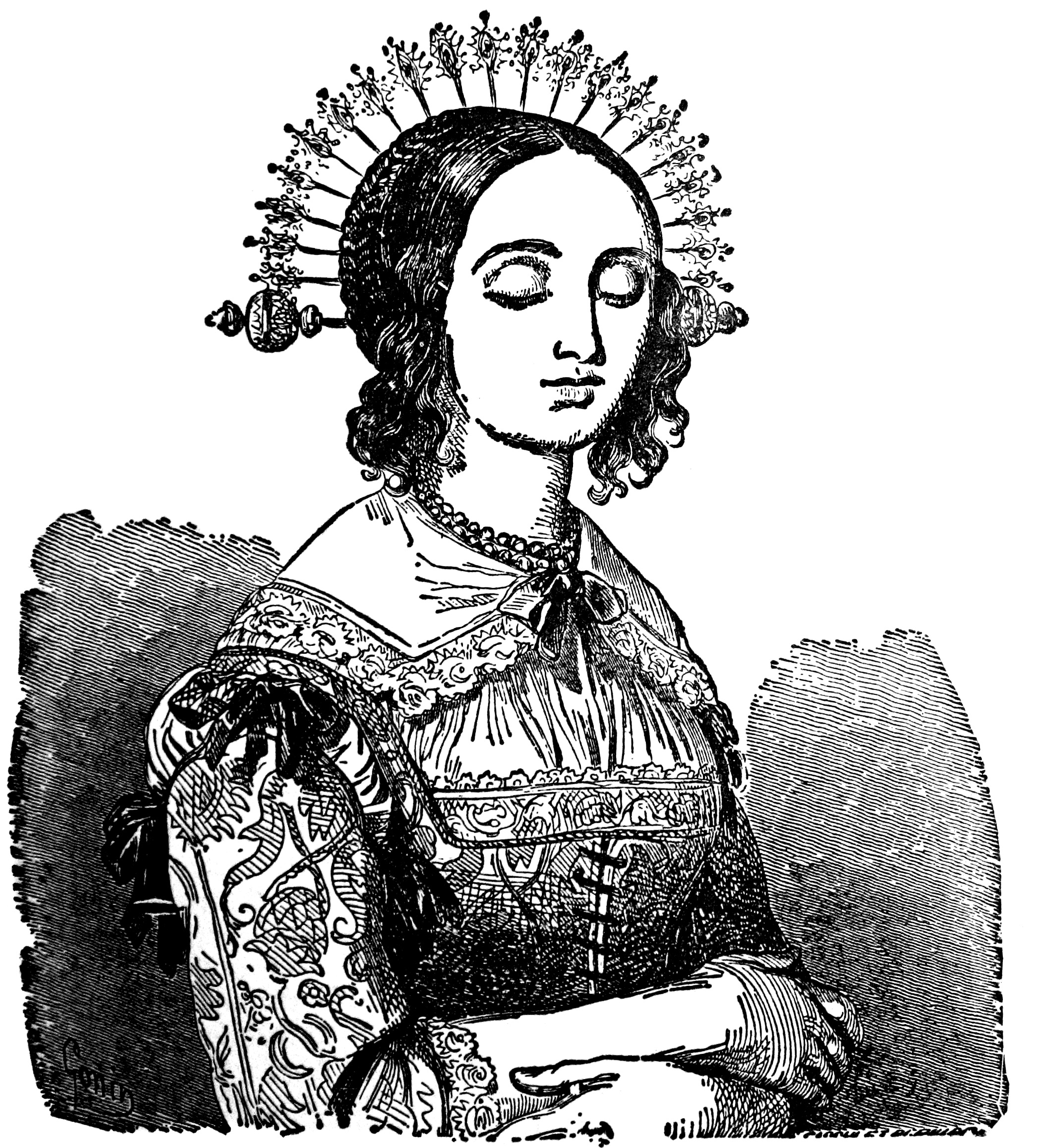
Lucie

Po nepokojích v Miláně se do města opět na čas vrátily dobré časy: chleba byl za levnou cenu a mouky bylo všude dostatek. Milánské vládě se však nepodařilo udržet nízké ceny dlouhodobě a brzy začaly chybět suroviny na výrobu chleba, což vedlo k jeho prudkému podražení. Následkem dalších lidových nepokojů byla řada pekáren zničena a chleba se v Miláně takřka přestal vyrábět. Město se začalo plnit žebráky a nemocnými, začaly se šířit nejrůznější nemoci. V září 1629 se k těmto pohromám přidala další: zuřila třicetiletá válka a v rámci ní německá armáda vstoupila na italskou půdu a začala plenit vesnice i města. Anežka, don Abbondio a jeho služka našli útočiště v sídle Nejmenovaného. Jejich vesnice je zatím vypleněna žoldáky.
Následující kapitoly líčí rozsáhlou morovou epidemii, která Itálii postihla v roce 1630. Moru málem podlehl i Renzo, avšak dokázal jí odolat a po zotavení se vydal do své rodné vesnice, kterou však našel zničenou. Tonio mu sdělí, že Lucie je v Miláně. Renzo se tedy za ní vydá. V Miláně zatím umírají tisíce lidí na mor včetně dona Rodriga, kterého Renzo těsně před smrtí navštíví. I díky mnichu Kryštofovi nachází Lucii, kterou Kryštof zbavuje celibátního slibu. Lucie s Renzem se tedy vrací do své rodné vesnice, kde je don Abbondio konečně oddá. Nejmenovaný markýz, postižený morem a ve snaze pomoci potřebným, odkupuje od novomanželů pole a domky. Anežka, Renzo i Lucie se pak odebírají do nového domova poblíž Bergama.

## Odraz v kultuře
Manzoniho Snoubenci se stali námětem pro mnoho jiných uměleckých děl. Vůbec první opera italského skladatele Amilcara Ponchielliho (1856) byla zpracována na námět Snoubenců, stejně jako pozdější opera Errica Petrella (1869). Dílo se dočkalo mnoha filmových zpracování (např. z let 1913, 1922, 1941, 1964, 1967 či 1989.)

## Překlady
Dílo bylo přeloženo do množství jazyků. Záhy po jejich vydání následoval anglický překlad (1828) z pera Charlese Swana. Do angličtiny bylo dílo přeloženo ještě např. v roce 1834, 1844, 1924, 1951 a 1972.
Do českého jazyka bylo toto dílo poprvé přeloženo v letech 1842–1844 Prokopem Ondrákem. Vyšli v Praze v sedmi dílech pod názvem Zasnoubenci. Další vydání následovala např. v roce 1927 (přeložil Otakar Hink), 1950 (přel. Václav Diviš) či 1957 (přel. Václav Čep).